# Barbara Thenn
Barbara Thenn, född 1519, död 1579, var en österrikisk myntmästare. 
Hon föddes i den rika patricierfamiljen Alt i Salsburg, och var moster till Salome Alt. Hon gifte sig med Marx Thenn, myntmästare i ärkebiskopstaten Salzburg. 
Vid makens död 1552 ansökte hon framgångsrikt om att få överta makens ämbete som stadens myntmästare. Det var vid denna tid normalt för en änka att överta makens företag men eftersom maken i hennes fall hade skött ett statligt ämbete väntades hon snarare leva på makens efterlämnade förmögenhet, och att en kvinna fick ansvaret för Salzburgs statliga myntverk var mycket ovanligt. Hon skötte myntverket fram till 1572, då furstebiskopen fråntog henne ämbetet med hänvisning till hennes kön, sedan hennes rival Hans Geizkofler framhävt det faktum att hon stängt myntverket och flytt staden under pesten. 
Hon drev också andra affärsverksamheter och drev järnverket i Hammerau och silver- och kopparmalmbrytningen i Kitzbühel.  
En minnesplatta finns för henne i Salzburg. 